# Миргород
Миргород (укр. Миргород) град је у Украјини, у Полтавској области. Према процени из 2012. у граду је живело 41.240 становника.

## Историја
Миргород је постао град још 1575. године. Током руско-пољског рата 1633. године тај утврђени град су освојили Руси и спалили га. Због учествовања у бунама тамошњих козака, козачки пук је распуштен 1638. године и местом је располагао следећу деценију, пољски великаш Вишневетски. Педесетих година тог века град дефинитивно прелази у руску државу и ту се везује седиште новог Миргородског пука. Године 1666. град је трпео због више напада одметнутих козака под хетманом Дорошенком.
Током 18. века Миргород постаје важан трговачко-занатски центар и доживљава свој процват.

## Становништво
Према процени, у граду је 2012. живело 41.240 становника.
| 1979.  | 1989.  | 2001.  | 2012.  |
| ------ | ------ | ------ | ------ |
| 39.572 | 46.663 | 42.886 | 41.240 |

## Партнерски градови
- Згожелец